# GoPro

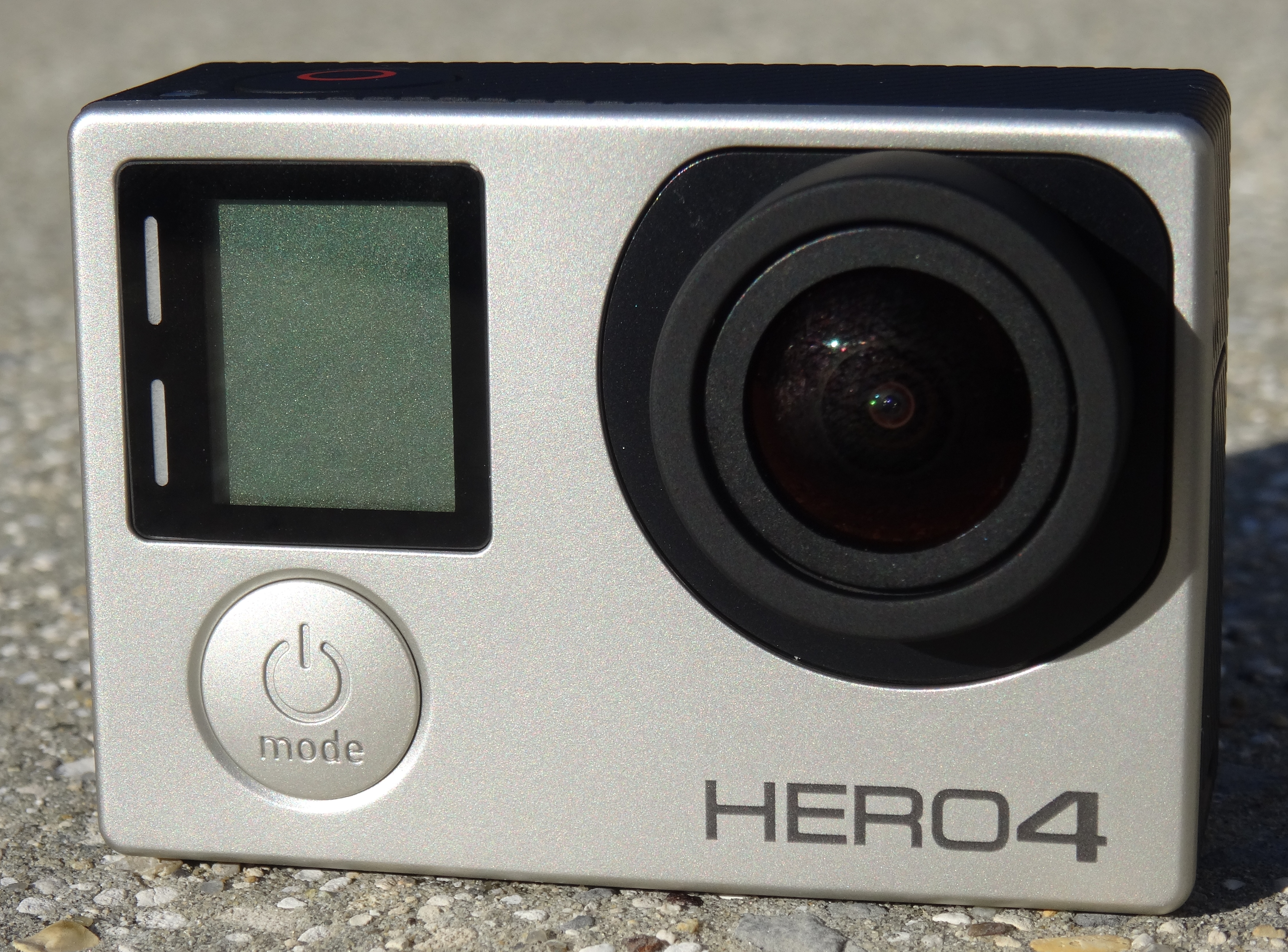
GoPro Hero 4 Silver Edition

GoPro, Inc. (voorheen Woodman Labs, Inc.) is een Amerikaanse fabrikant van actioncamera's, die gebruikt kunnen worden bij het filmen van extreme sporten en andere activiteiten die een robuuste waterdichte camera vereisen. Daarnaast bevindt GoPro zich op de markt voor drones met camera.

## Ontstaansgeschiedenis
GoPro is ontstaan uit Woodman Labs, Inc., opgericht door Nick Woodman in 2002. Woodman, een surfliefhebber, kwam op het idee om het bedrijf te beginnen na een surfreis naar Australië. Hij zette de basis voor GoPro in de markt: een betaalbare camera waarmee onder extreme omstandigheden opnames gemaakt kunnen worden; de camera is bijvoorbeeld waterdicht tot op 60 meter diepte. Het bedrijf werd na enkele jaren op de NASDAQ naar de beurs gebracht.

## Producten
GoPro heeft een lijn met HERO-camera's, accessoires en levert een aantal videobewerkingsprogramma's bij de camera's. Daarnaast zijn er al enkele drones op de markt waar een camera van GoPro aan gemonteerd kan worden. Het bedrijf heeft een eigen drone, de Karma.

## Trivia
- De film Hardcore Henry, winnaar van de Grolsch People's Choice Midnight Madness Award, is nagenoeg volledig opgenomen met een GoPro-camera.
- De lijn van GoPro's HERO-camera's is open source, zodat andere fabrikanten, waaronder BMW en Fisher-Price, toepassingen voor de camera's kunnen bedenken.[4]